# Gotham FC

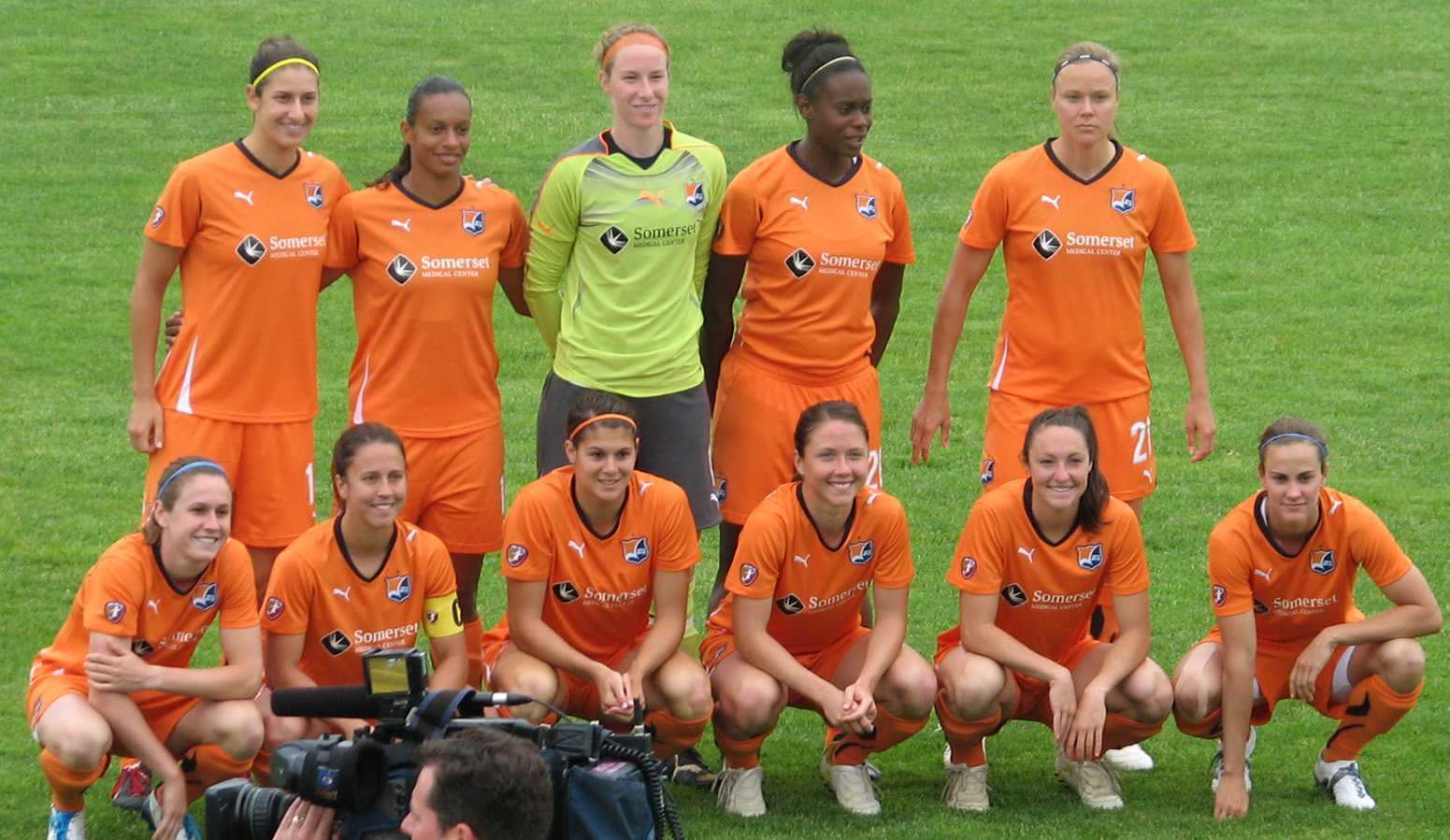
Sky Blue Football Club en 2010.

El Gotham Football Club, conocido hasta el 2024 como NJ/NY Gotham F.C., es un club de fútbol femenino estadounidense con sede en Harrison, en el estado de Nueva Jersey. Fue fundado en 2006 como Jersey Sky Blue, luego conocido como Sky Blue FC de 2008 a 2020. Juega en la National Women's Soccer League (NWSL), máxima categoría de los Estados Unidos. Juega como local en el estadio Red Bull Arena, con una capacidad de 25.000 espectadores.
Fue uno de los equipos fundadores de la NWSL en 2013 y jugó también en la Women's Professional Soccer de 2009 a 2011.

## Temporadas
| Liga | Temporada | Posición  | Eliminatorias | Posición    |
| ---- | --------- | --------- | ------------- | ----------- |
| WPS  | 2009      | 4.º       | Sí            | Campeón     |
| WPS  | 2010      | 5.º       | No            | -           |
| WPS  | 2011      | 5.º       | No            | -           |
| NWSL | 2013      | 4.º       | Sí            | Semifinales |
| NWSL | 2014      | 6.º       | No            | -           |
| NWSL | 2015      | 8.º       | No            | -           |
| NWSL | 2016      | 7.º       | No            | -           |
| NWSL | 2017      | 6.º       | No            | -           |
| NWSL | 2018      | 9.º       | No            | -           |
| NWSL | 2019      | 8.º       | No            | -           |
| NWSL | 2020      | Cancelado | Cancelado     | Cancelado   |
| NWSL | 2021      | 5.º       | Sí            | 1.ª ronda   |
| NWSL | 2022      | 12.º      | No            | -           |
| NWSL | 2023      | 6.º       | Sí            | Campeón     |

1. ↑  Cancelado debido a la pandemia del COVID-19. En su lugar se jugó la NWSL Challenge Cup 2020.[1][2]

### NWSL Challenge Cup
| Edición | Fase de grupos | Fase final  |
| ------- | -------------- | ----------- |
| 2020    | 7.º            | Semifinales |
| 2021    | 1.º            | Subcampeón  |
| 2022    | 3.º            | —           |
| 2023    | 2.º            | —           |

## Jugadoras

### Jugadoras Destacadas
| - Carli Lloyd - Christie Rampone - Heather O'Reilly - Kelley O'Hara - Tobin Heath - Lisa De Vanna - Francielle - Rosana - Jonelle Filigno - Kelly Parker | - Lauren Sesselmann - Sophie Schmidt - Nadia Nadim - Adriana Martín - Anita Asante - Eniola Aluko - Karen Bardsley - Daphne Koster - Jessica Landström - Therese Sjögran |

## Palmarés
| Competición nacional               | Títulos | Subcampeonatos |
| ---------------------------------- | ------- | -------------- |
| National Women's Soccer League (1) | 2023    |                |
| Women's Professional Soccer (1)    | 2009    |                |
| NWSL Challenge Cup (0/1)           |         | 2021           |

| Competición internacional                     | Títulos | Subcampeonatos |
| --------------------------------------------- | ------- | -------------- |
| Copa de Campeones Femenina de la Concacaf (1) | 2025    |                |
| NWSL x Liga MX Femenil Summer Cup (0/1)       |         | 2024           |